# Zuid-Duits voetbalkampioenschap 1926/27
In 1926/27 werd het 27ste voetbalkampioenschap gespeeld dat georganiseerd werd door de Zuid-Duitse voetbalbond. Nürnberg werd kampioen en plaatste zich voor de eindronde om de Duitse landstitel.
De eindronde werd geherstructureed. Omdat er nu meerdere deelnemers naar de nationale eindronde mochten en sommige competities meerdere sterke clubs hadden, zoals voormalige landskampioenen Nürnberg en Fürth, mochten ook de vicekampioenen naar de eindronde. De winnaar van de groep van vicekampioenen nam het tegen de nummer drie uit de kampioenengroep op voor het derde ticket naar de eindronde. Fürth was overigens rechtstreeks geplaatst, want de club eindigde slechts vierde in de competitie van Beieren, maar omdat ze verdedigend landskampioen waren mochten ze toch naar de eindronde. Fürth werd tweede en nummer drie Frankfurt verloor de beslissende wedstrijd om het derde ticket van 1860 München, die ook uit de Beierse competitie kwam.
Fürth versloeg Vereinigte Breslauer Sportfreunde, Schöneberger Kickers 1900 en verloor in de halve finale van Hertha BSC. 1860 versloeg FC Schalke 04 en VfB Leipzig en verloor in de halve finale van Nürnberg. Deze laatste versloeg eerst Chemnitzer BC en Hamburger SV. In de finale om de titel versloeg de club Hertha met 2-0 en werd zo opnieuw landskampioen.

## Eindronde

### Kampioenen
| Plaats | Club           | Wed. | W | G | V | Saldo | Ptn  |
| ------ | -------------- | ---- | - | - | - | ----- | ---- |
| 1.     | 1. FC Nürnberg | 10   | 7 | 2 | 1 | 28:14 | 16:4 |
| 2.     | SpVgg Fürth    | 10   | 7 | 1 | 2 | 41:14 | 15:5 |
| 3.     | FSV Frankfurt  | 10   | 4 | 1 | 5 | 22:29 | 9:11 |
| 4.     | VfL Neckarau   | 10   | 4 | 0 | 6 | 22:28 | 8:12 |
| 5.     | VfB Stuttgart  | 10   | 3 | 1 | 6 | 24:28 | 7:13 |
| 6.     | FSV Mainz 05   | 10   | 2 | 1 | 7 | 13:37 | 5:15 |

|  | Kampioen, geplaatst voor nationale eindronde |
|  | Geplaatst voor nationale eindronde           |
|  | Wedstrijd om derde deelnemeer eindronde      |

### Vicekampioenen
| Plaats | Club                | Wed. | W | G | V | Saldo | Ptn  |
| ------ | ------------------- | ---- | - | - | - | ----- | ---- |
| 1.     | SV 1860 München     | 8    | 5 | 1 | 2 | 20:8  | 11:5 |
| 2.     | Karlsruher FV       | 8    | 3 | 1 | 4 | 15:12 | 10:6 |
| 3.     | Eintracht Frankfurt | 8    | 2 | 4 | 2 | 14:14 | 8:8  |
| 4.     | VfR Mannheim        | 8    | 3 | 1 | 4 | 16:20 | 7:9  |
| 5.     | FV Saarbrücken      | 8    | 1 | 2 | 5 | 9:20  | 4:12 |

### Wedstrijd om derde deelnemer eindronde
|               |                 |       |               |  |
| 24 april 1927 | SV 1860 München | 2 - 0 | FSV Frankfurt |  |
| 24 april 1927 |                 |       |               |  |